# Lombriasco
Lombriasco là một đô thị ở tỉnh Torino trong vùng Piedmont, có vị trí cách khoảng 25 km về phía nam của Torino. Tại thời điểm ngày 31 tháng 12 năm 2004, đô thị này có dân số 1.059 người và diện tích là 7,4 km².
Lombriasco giáp các đô thị: Osasio, Carignano, Pancalieri, Carmagnola, Casalgrasso, và Racconigi.